# جین بلوت
جین بلوت (روسی: Александр Арнольдович Блок؛ ۳۱ مارس ۱۹۲۳ – ۲۳ دسامبر ۲۰۱۹) نویسنده و مترجم فرانسوی-روسی بود.
او دبیر بین‌المللی انجمن PEN از سال ۱۹۸۱ تا ۱۹۹۷ و سپس معاون بین‌المللی انجمن قلم بوده‌است.